# Hydroporus longulus
Hydroporus longulus är en skalbaggsart som beskrevs av Étienne Mulsant och Claudius Rey 1861. Hydroporus longulus ingår i släktet Hydroporus och familjen dykare. Inga underarter finns listade i Catalogue of Life.